# BBC Scottish Symphony Orchestra
Le BBC Scottish Symphony Orchestra (BBC SSO, Orchestre symphonique écossais de la BBC) est un orchestre de radiodiffusion de la BBC en Écosse.

## Historique
Fondé comme BBC Scottish Orchestra en 1935 par le compositeur et chef d'orchestre Ian Whyte. Basé à City Halls dans le cœur de Glasgow, il est dirigé par l'Écossais Donald Runnicles depuis septembre 2009 et précédemment dirigé de 2003 à 2009 par Ilan Volkov.

## Principaux chefs

### Principal Conductors
- 1935-1946 : Guy Warrack
- 1946-1960 : Ian Whyte
- 1960-1965 : Norman Del Mar
- 1965-1971 : James Loughran
- 1971-1977 : Christopher Seaman
- 1978-1980 : Karl Anton Rickenbacher
- 1983-1993 : Jerzy Maksymiuk

### Chief Conductors
- 1996-2002 : Osmo Vänskä
- 2003-2009 : Ilan Volkov
- 2009-actuel: Donald Runnicles

## Compositeurs associés
- 2005-2008 : Jonathan Harvey